# Серавский мир
Серавский мир — договор между Сефевидской Персией и Османской империей, подписанный 26 сентября 1618 года.

## Предыстория
В 1590 году персидский шах Аббас I Великий был вынужден уступить Закавказье Османской империи. Однако в 1593 году Османская империя втянулась в длительную войну в Европе. Шах Аббас подготовил сильную армию и, когда в 1603 году на трон Османской империи взошёл 14-летний Ахмед I, начал новую войну с турками. В 1612 году новый великий визирь Османской империи Насух-паша подписал с персами мирный договор, однако он не был ратифицирован, и война возобновилась, продлившись ещё шесть лет.

## Условия договора
В целом условия договора повторяли условия перемирия 1612 года, изменения заключались лишь в уменьшении ежегодной дани, которую Персия должна была выплачивать Османской империи.